# 伍德福德站
伍德福德站（英語：Woodford tube station）是倫敦地鐵的一個車站，位於倫敦東北部紅橋區伍德福德。伍德福德是中央線的車站，位於倫敦第4收費區。車站開通於1856年8月22日。